# Low Energy Ion Ring

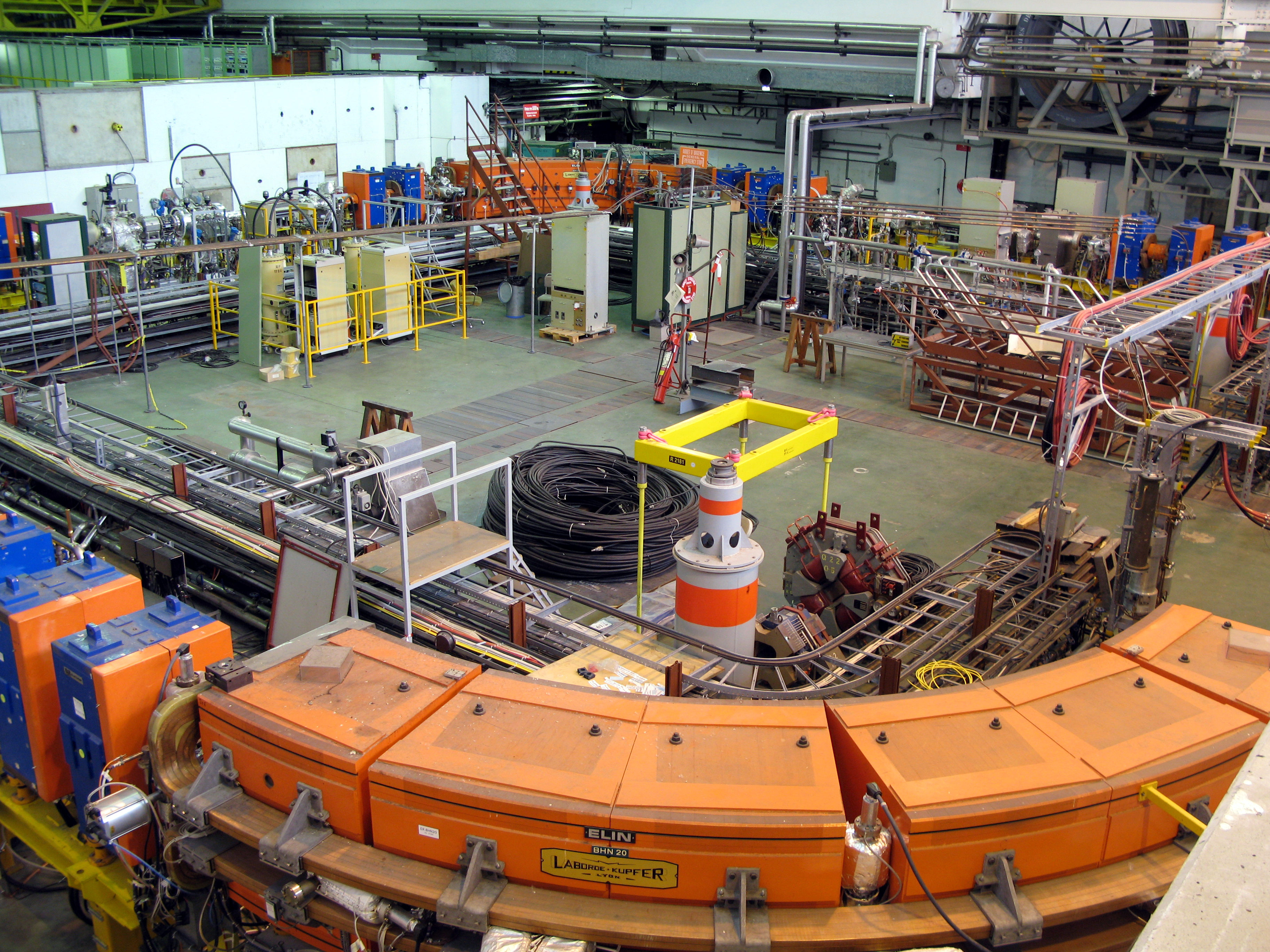
L'anello di accumulazione di ioni pesanti Low Energy Ion Ring (LEIR)

Il Low Energy Ion Ring (LEIR) è un acceleratore di particelle del CERN usato per accelerare fasci di ioni di piombo, utilizzati nelle collisioni che avvengono all'interno del Large Hadron Collider (LHC).

## Funzionamento
LEIR divide i fasci di ioni di piombo provenienti dal LINAC 3 in quattro pacchetti da 2.2 x 108 ioni ciascuno. I pacchetti vengono accelerati in soli 2.5 secondi da 4.2 MeV a 72 MeV per nucleone e vengono inviati al Proton Synchrotron (PS). LEIR impiega circa 10 minuti a produrre i 592 pacchetti di ioni che, dopo un'ulteriore fase di accelerazione nel Super Proton Synchrotron (SPS), raggiungono il Large Hadron Collider (LHC).

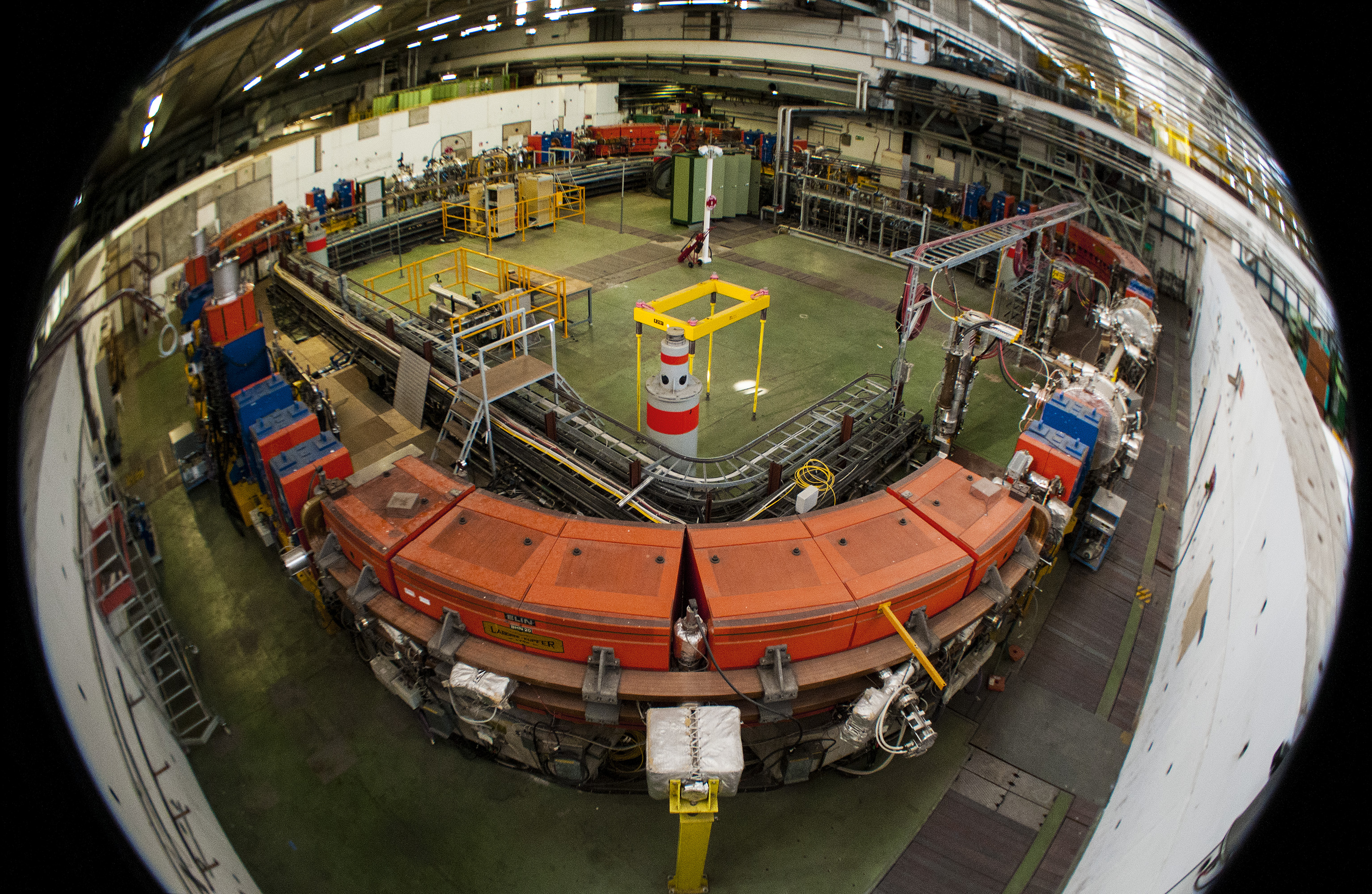
Visione Fish-eye del Low Energy Ion Ring al CERN.

## Storia
Il progetto del LEIR fu proposto per la prima volta nel 1993, come aggiornamento del Low Energy Antiproton Ring (LEAR), un esperimento che decelerava e accumulava antiprotoni. 
Il LEAR finì di operare nel 1996 dopo aver prodotto i primi atomi di anti-idrogeno nel 1995. Le operazioni di aggiornamento dell'apparato sperimentale iniziarono nel 2003 e impiegarono due anni.. 
Dal 2006 al 2009 i lavori proseguirono con le manovre di adeguamento del Proton Synchrotron e del Super Proton Synchrotron ai nuovi fasci di ioni. Infine nel 2010 fu possibile ottenere le prime collisioni ione-ione all'interno di LHC.